# Ізбербаш
Ізбербаш (дарг., кум., лезгин. і ав. Избербаш) — місто (з 1949) у Росії, республіканського підпорядкування в Дагестані. Назва міста перекладається з кумицької як «Слід однієї голови» (смисловий переклад: початок кордону). 2005 року Ізбербаш посів перше місце за підсумками конкурсу Найупорядженіше місто Росії в категорії міст з населенням до 100 тис. жителів.

## Історія
У російських архівах зберігаються дані про існування на території сучасного Ізбербашу історичного поселення Улу-Ізбар в р-ні гори Ізберг, яке виникло ще в XVII столітті і неодноразово руйнувалося і відновлювалось під час воєн. Згадка про нього, наприклад, присутня в «похідному журналі 1722 року» Петра І.
Перше наметове містечко робітників виникло на місці майбутьного міста 1931 року. 1935 року тут почали розроблятися перші великі нафтові свердловини. Статус міста Ізбербаш отримав вже 28 червня 1949 року. З тих пір населення міста безперервно збільшується.

## Географія
Місто виникло у зв'язку з розробкою нафтових родовищ на шельфі Каспійського моря і розташований на його березі за 56 км на південь від Махачкали. Місто розташоване на Прикаспійській низовині і витягнуто з північного заходу на південний схід уздовж берегової лінії Каспійського моря більш ніж на 10 км. З півночі і заходу долина, у якій лежить місто, облямована невисокими ланцюгами передгір'їв Великого Кавказу. Над містом височить гора Ізберг-Тау, яка виявляє на собі сліди вітрової ерозії. Відстань від Москви залізницею 2 145 км. Відстань до поста річки Самур на кордоні з Азербайджаном 125 км, до Баку — 329 км.

## Клімат
За класифікацією кліматів Кеппена, клімат Ізбербаша степного типу від помірного семіарідного до субтропічного напівсухого. На клімат сильно впливає Каспійське море, завдяки чому осінь довга і тепла, а весна приходить із затримкою. Зима м'яка, сніг тримається всього два тижні на рік, найхолоднішим місяцем зазвичай є січень з середньою температурою 0,8 °C. Літо тривале і спекотне, найвища температура спостерігається зазвичай у серпні з середньою температурою в 24,7 °C. Середньорічна температура повітря у місті є позитивною з позначкою в 12,7 °C. Кількість опадів протягом року незначна, у середньому 350 мм. Середньорічна відносна вологість повітря — 69,5%, середня швидкість вітру — 5,0 м/с.
| Клімат Ізбербаша          | Клімат Ізбербаша | Клімат Ізбербаша | Клімат Ізбербаша | Клімат Ізбербаша | Клімат Ізбербаша | Клімат Ізбербаша | Клімат Ізбербаша | Клімат Ізбербаша | Клімат Ізбербаша | Клімат Ізбербаша | Клімат Ізбербаша | Клімат Ізбербаша | Клімат Ізбербаша |
| Показник                  | Січ.             | Лют.             | Бер.             | Квіт.            | Трав.            | Черв.            | Лип.             | Серп.            | Вер.             | Жовт.            | Лист.            | Груд.            | Рік              |
| Середній максимум, °C     | 3,9              | 4,3              | 7,7              | 14,5             | 21,1             | 26,3             | 29,2             | 29,8             | 24,0             | 17,7             | 11,3             | 6,5              | 16,4             |
| Середня температура, °C   | 0,8              | 1,3              | 4,5              | 10,5             | 17,0             | 22,1             | 25,2             | 24,7             | 20,1             | 14,1             | 8,2              | 3,6              | 12,7             |
| Середній мінімум, °C      | −2,2             | −1,6             | 1,3              | 6,6              | 12,9             | 17,9             | 21,2             | 19,6             | 16,3             | 10,6             | 5,2              | 0,8              | 9,0              |
| Норма опадів, мм          | 23               | 31               | 22               | 20               | 29               | 24               | 26               | 24               | 40               | 46               | 33               | 32               | 350              |
| ------------------------- | ---------------- | ---------------- | ---------------- | ---------------- | ---------------- | ---------------- | ---------------- | ---------------- | ---------------- | ---------------- | ---------------- | ---------------- | ---------------- |
| Джерело: CLIMATE-DATA.ORG |                  |                  |                  |                  |                  |                  |                  |                  |                  |                  |                  |                  |                  |

## Керівництво
Глава міського округу — Сулейманов Абдулмеджід Валібагандовіч (з 2015 року). Поділу на райони за станом на 2016 рік у місті не має. Однак в межах міської смуги на заході міста виділяється історичний центр з генеральним планом забудови радянського періоду, а також ряд районів приватної забудови без генплану.

## Населення
Населення Ізбербаша складається з 57 511 мешканців (2016). Нижче представлена таблиця динаміки чисельності населення станом на 2016 рік:
Станом на 1 січня 2016 року за чисельністю населення місто перебувало на 292 місці з 1112 міст Російської Федерації (включаючи міста анексованого Криму).
Національний склад
Згідно з переписом населення 2010 року:
| Народ                     | Чисельність, чол. | Частка від усього населення,% |
| ------------------------- | ----------------- | ----------------------------- |
| Даргинці                  | 36115             | 64,9%                         |
| Кумики                    | 8424              | 15,14%                        |
| Лезгини                   | 4347              | 7,81%                         |
| Росіяни                   | 2067              | 3,71%                         |
| Аварці                    | 1932              | 3,47%                         |
| Лакці                     | 1402              | 2,52%                         |
| Табасарани                | 466               | 0,84%                         |
| Азербайджанці             | 274               | 0,49%                         |
| Інші народності           | 468               | 0,84%                         |
| Не вказали національність | 151               | 0,27%                         |
| Всього                    | 55646             | 100,0%                        |

## Різне
Ізбербаш відомий горою Пушкін-Тау, схил якої нагадує профіль О. С. Пушкіна.
У Ізбербаші, вперше у світі, був використаний комплексний метод з видобутку нафти з-під морського дна за допомогою будівництва естакад і буріння похилих свердловин з берега.

## Економіка

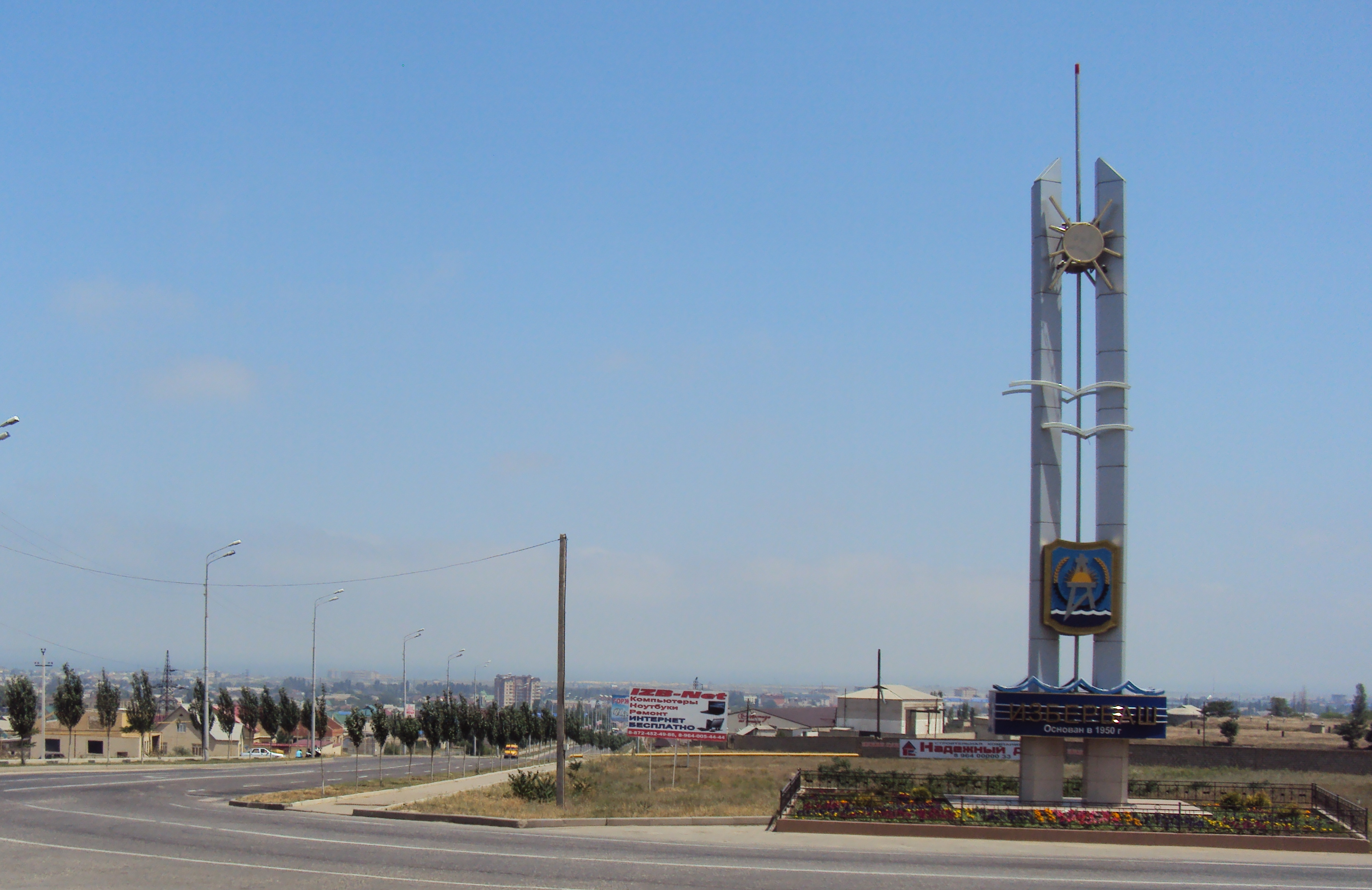
В'їзд до Ізбербашу

- Завод електротермічного обладнання «ДагЗЕТО»
- Радіозавод ім. Плешакова П. С.
- «Швейна фабрика ім. І. Шаміля »
- «Ізбербашнефть», Видобуток залишкової нафти
- Завод фільтрувального обладнання
- ГУП «Друкарня № 6»
- Кондитерська фабрика «Дагінтерн»
- Кондитерська фабрика «Євразія»
- «Ізбербашський міськмолзавод»
- «Ізбербашський хлібозавод»
- Виробництво нектарів і соків «Новопак»
- ЗАТ "Винно-коньячний завод «Ізбербашський»
- Рекреація на базі морського узбережжя